# 341 a.C.
Il 341 a.C. (CCCXLI a.C. in numeri romani) è un anno  del IV secolo a.C.

## Eventi
- Finisce la XXX dinastia egizia e termina l'indipendenza dell'Egitto.
- Roma
  - Consoli Lucio Emilio Mamercino Privernate e Gaio Plauzio Venoce Ipseo II
  - Termina la prima guerra sannitica con la vittoria dei romani

## Nati
- 10 febbraio - Epicuro, filosofo greco antico († 270 a.C.)

## Morti
- Ermia di Atarneo, politico greco antico